# Puig de les Torres
El Puig de les Torres és una muntanya de 750 metres que es troba al municipi de Torrelles de Foix, a la comarca catalana de l'Alt Penedès.